# Wil van Gogh
Willelmina Jacoba van Gogh (16 de março de 1862 — 17 de maio de 1941) foi uma enfermeira e pioneira do feminismo, mais conhecida por ter sido irmã mais nova de Vincent van Gogh e do comerciante de arte Theo van Gogh.

## História
Willelmina Jacoba van Gogh nasceu em 16 de março de 1862 em Zundert, Brabante do Norte, Países Baixos, filha de Theodorus van Gogh e Anna Cornelia Carbentus. Teve três irmãos, nomeadamente Vincent, Theo van Gogh e Cor, além das duas irmãs Elisabeth e Anna.
Wil ajudou a família durante boa parte de sua vida como enfermeira. Após a morte de irmãos em 1890 e 1891, conseguiu um trabalho modesto num hospital. Lá, participou de um comitê para organizar uma "Exibição Nacional de Trabalhos das Mulheres" (Nationale Tentoonstelling van Vrouwenarbeid), em 1898.  Esta foi uma bem-sucedida empreitada, na qual foram arrecadados fundos de 20 000 florins, usados para a criação de um bureau nacional neerlandês de trabalhos femininos.
Em 4 de dezembro de 1902, Wil van Gogh foi mandada para a Casa Veldwijk, uma instituição psiquiátrica em Ermelo. Foi internada após diagnóstico de demência precoce, então considerada doença fatal. Segundo registros do asilo:
Não houve mudança significativa na condição dessa paciente de longa data. Ela permanece solitária e reclusa, raramente fala e geralmente não responde a perguntas. Passa a maior parte do seu dia no mesmo lugar do salão de estar, sentada numa cadeira, contemplando inexpressivamente o ambiente. Tem recusado comida por anos e precisa ser alimentada artificialmente...
Wil van Gogh viveu em Ermelo por quase quatro décadas até falecer, ainda internada, em 17 de maio de 1941.
Na contemporaneidade, ainda é questão de debate se Wilhelmina estivera ou não mentalmente doente. Renate Berger alega que Wil van Gogh compartilhou o destino de muitas "irmãs de homens conhecidos" do período.